# Rainha Vermelha (biologia)
A Hipótese da Rainha Vermelha, Rainha Vermelha ou corrida da Rainha Vermelha é uma hipótese evolutiva. O termo advém da corrida da Rainha Vermelha no livro de Lewis Carroll Alice através do espelho. A Rainha Vermelha diz, "It takes all the running you can do, to keep in the same place." ("É preciso correr o máximo possível, para permanecermos no mesmo lugar.") O princípio da Rainha Vermelha pode ser enunciado da seguinte maneira:
"Para um sistema evolutivo, é preciso haver um desenvolvimento contínuo para manter a aptidão relativamente aos sistemas com o qual estão a co-evoluir."
Essa hipótese pretende explicar dois fenômenos diferentes: as vantagens da reprodução sexuada no nível do indivíduo e a constante corrida armamentista evolutiva entre espécies competidoras. Do ponto de vista microevolutivo, cada indivíduo seria um experimento evolutivo, resultante da mistura entre os genes do pai e da mãe. Com essa experimentação constante, a reprodução sexuada pode permitir a uma espécie evoluir rapidamente apenas para manter seu nicho ecológico já ocupado no ecossistema. Num panorama macroevolutivo, a observação de que a probabilidade de grupos de espécies (geralmente famílias) é constante dentro de cada grupo e aleatória entre grupos deu suporte à hipótese no nível microevolutivo.

## Corrida Armamentista

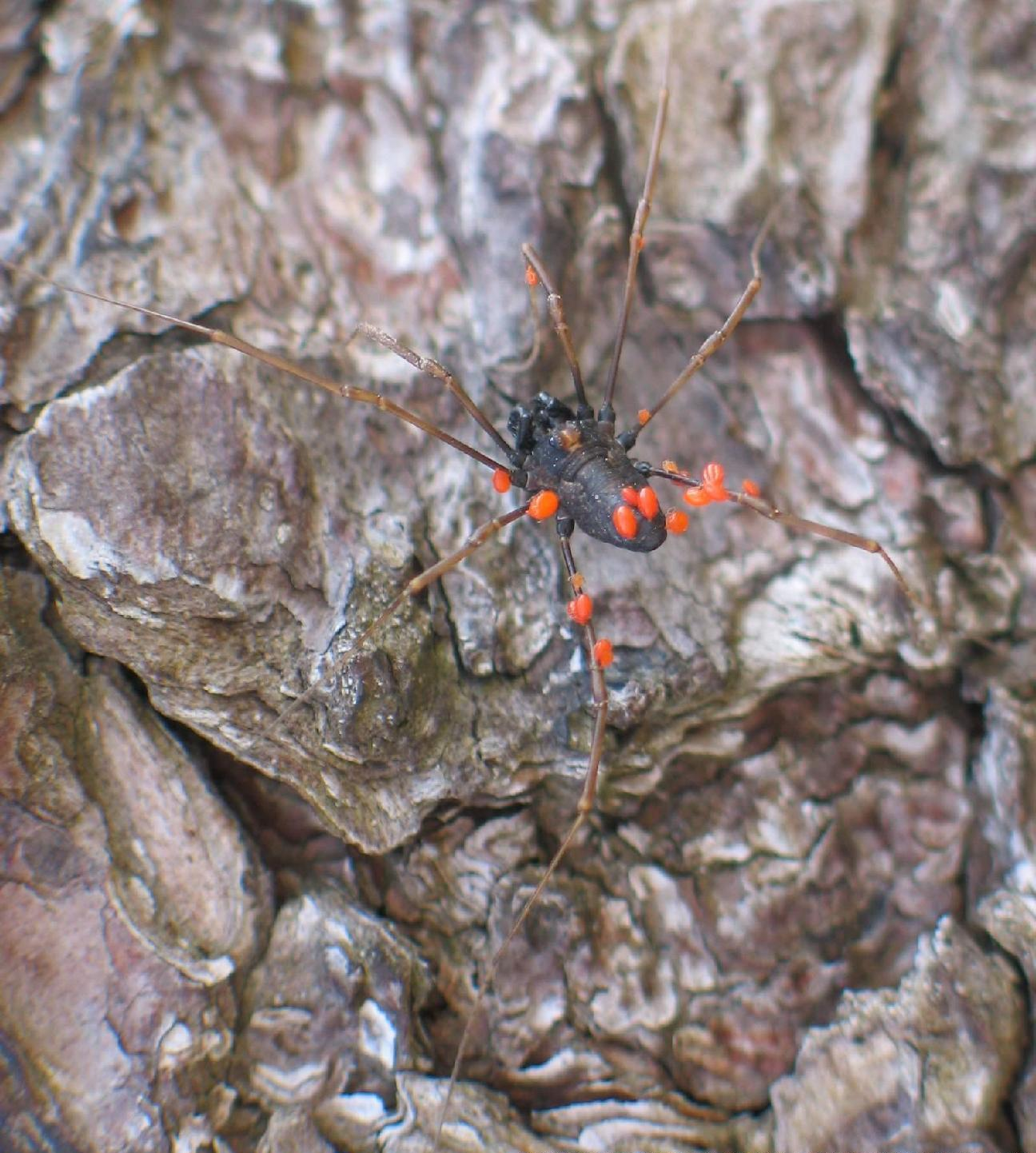
Parasitas estão em uma constante corrida armamentista evolutiva contra seus hospedeiros.

Originalmente proposta por Leigh Van Valen (1973), a metáfora para uma corrida armamentista evolutiva tem sido considerada apropriada para a descrição de processos biológicos com dinâmica similar a de uma corrida armamentista. Ele propôs a Hipótese da Rainha Vermelha com uma explicação tangente a sua Lei da Extinção (proposta também em 1973) que foi derivada da observação de probabilidades constantes de extinção dentro de famílias ao longo do tempo geológico. Ou seja, Van Valen concluiu que a habilidade de uma família de organismos sobreviver não melhora com o tempo, e que a probabilidade de extinção para qualquer família é aleatória. A Hipótese da Rainha Vermelha como formulada por Van Valen, embora difícil de ser testada, especialmente no nível macroevolutivo,  proporcionou fundamentação conceitual às discussões sobre corrida armamentista evolutiva.
Esta "corrida armamentista" pode ser entendida da seguinte forma: já que cada melhoria em uma espécie resulta em uma vantagem seletiva para ela, a variação irá resultar no aumento do valor adaptativo na espécie. Entretanto, já que em geral, diferentes espécies estão co-evoluindo, melhorias em uma espécie representam vantagem competitiva em relação às demais. Isso significa que o aumento do valor adaptativo em um sistema evolutivo, deve promover a diminuição do valor adaptativo em outro. A única forma de uma espécie sujeita a competição por recursos manter sua aptidão em relação a espécies competidoras é pelo aumento da aptidão da espécie.
Um bom exemplo deste fenômeno é a "corrida evolutiva" entre predadores e presas (e.g. Vermeij, 1987), na qual o único modo de predadores compensarem melhorias nas defesas da presa (coelhos correrem mais rápido, por exemplo)é desenvolver melhorias nos seus ataques (raposas correrem mais rápido, por exemplo). Neste caso, podemos considerar que o aumento relativo (capacidade de correr mais rápido)é também um aumento absoluto na aptidão.
A aplicação da Hipótese da Rainha Vermelha para entender a evolução do sexo e da reprodução não foi parte do trabalho de Van Valen, que abordou apenas evolução acima do nível de espécies. A versão microevolutiva da Hipótese da Rainha Vermelha foi proposta por Bell (1982), também citando Lewis Carrol, porém sem citar Van Valen (ver abaixo).

## O paradoxo do sexo: O custo dos machos
O escritor Matt Ridley popularizou o termo "Rainha Vermelha" associado a seleção sexual em seu livro "The Red Queen". No livro, Riddley aborda o debate da biologia teórica acerca do benefício adaptativo da reprodução sexuada nas espécies nas quais está presente. A relação entre a Rainha Vermelha e este debate vem do fato de que a teoria aceita tradicionalmente (Vicar of Bray) apenas vantagem adaptativa ao nível de espécie ou grupo, não ao nível do gene. Por outro lado, uma teoria como a da Rainha Vermelha, que traz a ideia de uma corrida armamentista evolutiva entre espécies que estão co-evoluindo, pode explicar a importância da reprodução sexuada ao nível de gene. Neste caso, o papel do sexo seria preservar genes que são desvantajosos no presente, mas que podem ser vantajosos junto a uma futura população do sistema de espécies co-evoluído.
Na maioria das espécies sexuadas, os machos correspondem á metade da população (ver razão sexual), entretanto eles geram diretamente a prole e, normalmente pouco contribuem para a sobrevivência de seus descendentes. Na verdade, em algumas espécies, como no caso de leões, os machos representam uma ameaça para a prole jovem de outros machos (ver infanticídio). Entretanto, existem espécies que podem ser consideradas exceções como: humanos, baratas-d'água, cavalos-marinhos, pinguins, entre outras, nas quais há maior investimento do macho na sobrevivência da prole. Além disso, machos e fêmeas gastam recursos para atrair e competir por parceiros. A seleção sexual pode resultar na diminuição do valor adaptativo de um organismo, como é o caso da plumagem colorida da ave-do-paraíso que aumenta a chance do indivíduo ser detectado tanto por predadores quanto por potenciais parceiros reprodutivos (ver princípio do handicap) [carece de fontes?].
Uma possível explicação para o fato de quase todos os vertebrados serem sexuados é que o sexo aumenta a taxa de adaptação. Isso ocorre por duas razões. Em primeiro lugar, se uma mutação vantajosa ocorre em uma linhagem assexuada, ela não pode se espalhar sem eliminar outras linhagens, que poderiam conter outras mutações vantajosas. Em segundo lugar, a reprodução sexuada mistura alelos. Algumas mutações podem ser vantajosas apenas quando pareadas com outras em particular e a reprodução sexuada aumenta a chance desses pareamentos ocorrerem.
Para que o sexo seja vantajoso por essas razões é necessário que haja seleção para ambientes variáveis. Um caso em que isso pode ocorrer é na constante corrida armamentista evolutiva entre parasitas e seus hospedeiros. Parasitas normalmente evoluem rápido, devido a seu ciclo de vida curto. Ao evoluir, atacam seus hospedeiros de diferentes formas. Sendo assim, duas gerações consecutivas de hospedeiros podem estar sujeitas a pressões seletivas diferentes. Caso essa mudança seja rápida o suficiente, ela pode explicar a persistência do sexo.